# Sniper: Ghost Warrior 2
Sniper: Ghost Warrior 2 (рус. Снайпер. Воин-призрак 2) — компьютерная игра, шутер от первого лица. Разработан польской компанией City Interactive для платформ PC, Xbox 360 и PlayStation 3. Проект является сиквелом Sniper: Ghost Warrior, игры, вышедшей в 2010 году.

## Сюжет
Главный герой игры капитан Коул Андерсон — частный консультант по безопасности (англ. Delta Force Sniper). Ему предстоит отправиться на Филиппины, в Сараево, и горы Тибета, чтобы помешать террористам использовать бактериологическое оружие.

## Игровой процесс
Как и в прошлой части игры, геймплей представляет шутер от первого лица. Основным оружием протагониста станет снайперская винтовка. Всего доступно для использования шесть снайперских винтовок. В игре реализована реалистичная баллистика пули. Помимо этого в игре включены орудия ближнего боя, взрывчатые вещества, приборы ночного видения и так далее. Реалистичная баллистика принимает во внимание местоположение игрока, скорость и направление ветра, частоту дыхания и расстояние от мишени.

### Мультиплеер
Изначально в игре планировалось реализовать кооперативный режим прохождения, но в итоге от идеи отказались. Во время выполнения миссий игрок работает в команде с напарником, но управлять им будет компьютер.
В многопользовательском режиме каждый человек берёт на себя роль снайпера. Для улучшения динамичности разработчики внесли на каждую карту специальные задания, которые требуется выполнять. Такой приём не позволяет пользователям отсиживаться в одном месте слишком долго, придётся выходить из укрытия, рисковать жизнью, оказываясь под пулями врагов, чтобы выполнить задание. Для достижения цели всегда потребуется использовать хитрую тактику, чтобы вражеские снайперы не смогли так просто одержать верх.

## Релиз
Компанией City Interactive названа дата релиза своего ключевого проекта — экшена Sniper: Ghost Warrior 2, который дебютирует в первой половине наступающего года. Выход Sniper: Ghost Warrior 2 намечен на 16 марта в Европе и 20-е числа в США на Xbox 360, PC и PS3.
По сообщению польского Forbes, компания City Interactive перенесла выход экшена Sniper: Ghost Warrior 2 для платформ PC, PS3 и Xbox 360 с марта на второе полугодие. Такое решение было принято компанией для того, чтобы у разработчиков было больше времени на доработку проекта, и вдобавок для проведения эффективной рекламной кампании, которая будет реализовываться в сотрудничестве с американским агентством Ant Farm.
Релиз долгожданной игры Sniper: Ghost Warrior 2 был перенесен во второй раз. Вместо 9 октября 2012 года релиз шутера назначен на 15 января 2013 года. Причиной переноса послужило то, что разработчики захотели уделить игре больше времени для улучшение качества проекта.
Портал Eurogamer обнаружил объявление студии-разработчика проекта City Interactive, в котором говорится, что шутер поступит в продажу 12 марта 2013 года.
Летом 2018 года, благодаря уязвимости в защите Steam Web API, стало известно, что точное количество пользователей сервиса Steam, которые играли в игру хотя бы один раз, составляет 1 089 080 человек.

## Отзывы
| Сводный рейтинг       | Сводный рейтинг                        |
| Агрегатор             | Оценка                                 |
| --------------------- | -------------------------------------- |
| GameRankings          | 53,08 %                                |
| Metacritic            | (PC) 52/100 (PS3) 52/100 (X360) 52/100 |
| Иноязычные издания    |                                        |
| Издание               | Оценка                                 |
| Destructoid           | 3/10                                   |
| EGM                   | 4/10                                   |
| Game Informer         | 5/10                                   |
| GameSpot              | 7/10                                   |
| GamesRadar+           | [ 14 ]                                 |
| IGN                   | 5/10                                   |
| PC Gamer (US)         | 49/100                                 |
| Polygon               | 5/10                                   |
| VideoGamer            | 3/10                                   |
| Русскоязычные издания |                                        |
| Издание               | Оценка                                 |
| Absolute Games        | 55 %                                   |
| Riot Pixels           | 45/100                                 |